# Scott Smith (écrivain)
Pour les articles homonymes, voir Smith et Scott Smith.
Scott B[etchel] Smith (né le 13 juillet 1965 à Summit, New Jersey) est un écrivain et scénariste américain.

## Biographie
Après des études au Dartmouth College et à l'Université Columbia il publie son premier roman Un plan simple en 1993. Celui-ci est porté à l'écran en 1998 par Sam Raimi. En 2006, il fait paraître son second roman, Les Ruines. Ce roman sera adapté au cinéma en 2008 par le réalisateur Carter Smith.

## Filmographie
- 1998 : Un plan simple, réal. Sam Raimi. Prix du jury au Festival du film policier de Cognac en 1999.
- 2008 : Les Ruines, réal. Carter Smith.